# 上杉真央 (タレント)
上杉 真央（うえすぎ まお、2004年9月5日 - 、）は、日本の女子大生タレント。
明治学院大学に在学し、『オールナイトフジコ』（フジテレビ）に「フジコーズ」としてレギュラー出演（学生番号4番）していた。
歌手でfripSideメンバーの上杉真央（1992年12月21日生）とは同姓同名の別人。

## 来歴
NELNのメンバーとして高校1年生でデビュー。2022年1月までアイドル活動していた。
母親がフジコーズのオーディションに書類を出しており2次審査の前にそれを知った。
2023年4月15日（14日深夜）からフジテレビ系列で生放送されているバラエティー番組『オールナイトフジコ』で番組内の現役女子大生によるユニット「フジコーズ」として活動中。
2023年8月4日に行われた「TOKYO IDOL FESTIVAL 2023」で同じくフジコーズの出町杏奈と共に水着撮影会に参加し、話題を呼んだ。
2023年8月20日、同じくフジコーズで公私共に仲の良い佐藤佳奈子とYouTubeチャンネル「地底スプーン」の開設を発表した。
『オールナイトフジコ』の番組内での企画「フジコレクション」で優勝し、「TGC」のランウェイを歩ける権利を獲得し、9月2日の「TGC」で実際にランウェイを歩いた。
2023年9月12日発売のファッション誌『sweet』で同じくフジコーズのエブラヒミ椎菜・和智日菜子と共にモデルに挑戦した。
2024年4月、同じフジコーズ出身・井手美希との『週刊プレイボーイ』での共演グラビアで、グラビアアイドルとしてデビュー。

## 人物
- 愛称は「すぎ」、または「まおにゃ」。
- 趣味は映像製作・カメラ撮影・映画・音楽鑑賞[8]
- 特技はギター
- 姉がおり、姉妹仲が良い
- フジコーズの佐藤佳奈子とは大の仲良しでプライベートでも親交がある。
- 『オールナイトフジコ』の番組内での企画でMCの森田哲矢（さらば青春の光）がフジコーズの楽屋に突撃して手荷物検査をした際、私物のアイラインと口紅の蓋がないことが発覚するなど、少しズボラな面もある。[9]
- 9年間バイオリンを習っていた。
- 重度のドライアイで日光に弱い。[10]
- 『オールナイトフジコ』の番組内で開催した運動会企画にて勝利したにもかかわらず、佐藤と共に罰ゲームでタガメを食べた。[11]
- 将来はテレビ業界へ進みたいと考えており、裏方の勉強の一環で『オールナイトフジコ』の美術スタッフとしてセットの撤収などの手伝いをしている。
- 本人曰く、テスト勉強でヤマを張って外れたことがない。[12]

## 出演

### テレビ
- オールナイトフジコ（2023年4月15日 - 2025年3月22日、フジテレビ） - フジコーズとして
- 2023 FNS歌謡祭 第2夜（2023年12月13日、フジテレビ） - フジコーズとして
- プレミアの巣窟（2024年8月5日、フジテレビ） - フジコーズとして
- プレミアの巣窟（2024年12月23日、フジテレビ） - フジコーズとして

### ラジオ
- 輪入道の暴走ぱんちらいん（2024年11月22日、11月29日、BAYFM） - フジコーズとして上西萌々と出演
- カメレオンパーティー（2024年11月24日、FM NACK5）- フジコーズとして入山七菜と出演[13]
- 下北FM ちてすぷ’s Radio Show!（2025年2月27日、下北FM） - 地底スプーンとして

### YouTube
- YouTubeチャンネル「地底スプーン」 - フジコーズの佐藤佳奈子との共同チャンネル[14]
- 【顔面パイ】フジコーズがやってきた！ラフラフと顔面じゃんパイ対決！【衝撃結末】 （ラフ×ラフ公式YouTubeチャンネル）[15]
- 『豪の部屋』実は2度目まして!? ゲスト:上杉真央(フジコーズ)！オーディションのきっかけはすべて〇〇のおかげ!?、そして豪さんと上杉さんが思う佐久間さんのスゴさとは!?[16]

### イベント
- BIWAFES2024（2024年2月4日、ボートレースびわこ）
- マイナビTOKYO GIRLS COLLECTION 2023 AUTUMN/WINTER（2023年9月2日、さいたまスーパーアリーナ）[5]
- オダイバ!!超次元音楽祭フユフェス2024（2024年2月24日・25日、ぴあアリーナMM）
- マイナビTOKYO GIRLS COLLECTION 2024 SPRING/SUMMER（2024年3月2日、代々木第一体育館）[17]
- AGESTOCK2024（2024年3月3日、代々木第一体育館）
- 富士SUPER TEC 24時間レース（2024年5月25日、富士スピードウェイ）
- IDOL SQUARE presents SQUARE PARTY 10（2024年6月29日、大手町三井ホール）
- TOKYO IDOL FESTIVAL 2024（2024年8月2日 - 8月3日）
- お台場冒険王2024～人気者にアイ♡ランド～ オールナイトフジコ公開収録（2024年8月14日）
- お台場冒険王2024~オールナイトフジコキッチンカー（2024年8月17日）
- スナックおもいのたけ（2024年8月30日・2025年2月9日、六本木バードランド）

### 配信
- STU48の1億人にバズれんの?（2024年2月22日配信、ABEMA）[18]
- 大西ライオンのツキイチ（2025年3月19日配信、ShowRoom）

### 新聞
- 夕刊フジ（2024年5月10日号、産経新聞社）[19]

### デジタル写真集
- 井手美希＆上杉真央「意外な2人」（2024年4月15日発売、集英社）[20]
- 上杉真央 写真集「今、ぎゅっと抱きしめたい」（2024年4月15日発売、集英社）[21]
- フジコーズ写真集「ALL NIGHT PARTY TIME」（2024年8月3日発売、集英社）[22]
- フジコーズ　デジタル写真集「フォーエバーフジコーズ！」（2025年4月15日発売、集英社）[23]

## 作品

### MV
- 「休め」（出汁BOYZ） - アシスタントディレクターとして参加[24]